# 刘江 (1940年)
刘江（1940年—），北京人，中华人民共和国政治人物，曾任中华人民共和国农业部部长。

## 生平
1964年，刘江毕业于新疆军区生产建设兵团农学院（今石河子大学），后任西藏军区生产部农牧处技术员、西藏澎波农场生产科技术员、畜牧场场长。1972年，任北京市畜牧兽医站技术员、北京市畜牧局企业处副处长。1979年，任北京市红星养鸡场场长。1982年，任北京市畜牧局局长、党委副书记，牧工商总公司经理、党委副书记。1986年任农牧渔业部副部长、党组成员，农业部副部长、党组成员。1993年至1998年，任中华人民共和国农业部部长、党组书记。1998年，任国家发展计划委员会副主任、党组成员。2003年，改任国家发展和改革委员会副主任、党组成员。